# St. Johannes Baptist (Dietkirch)

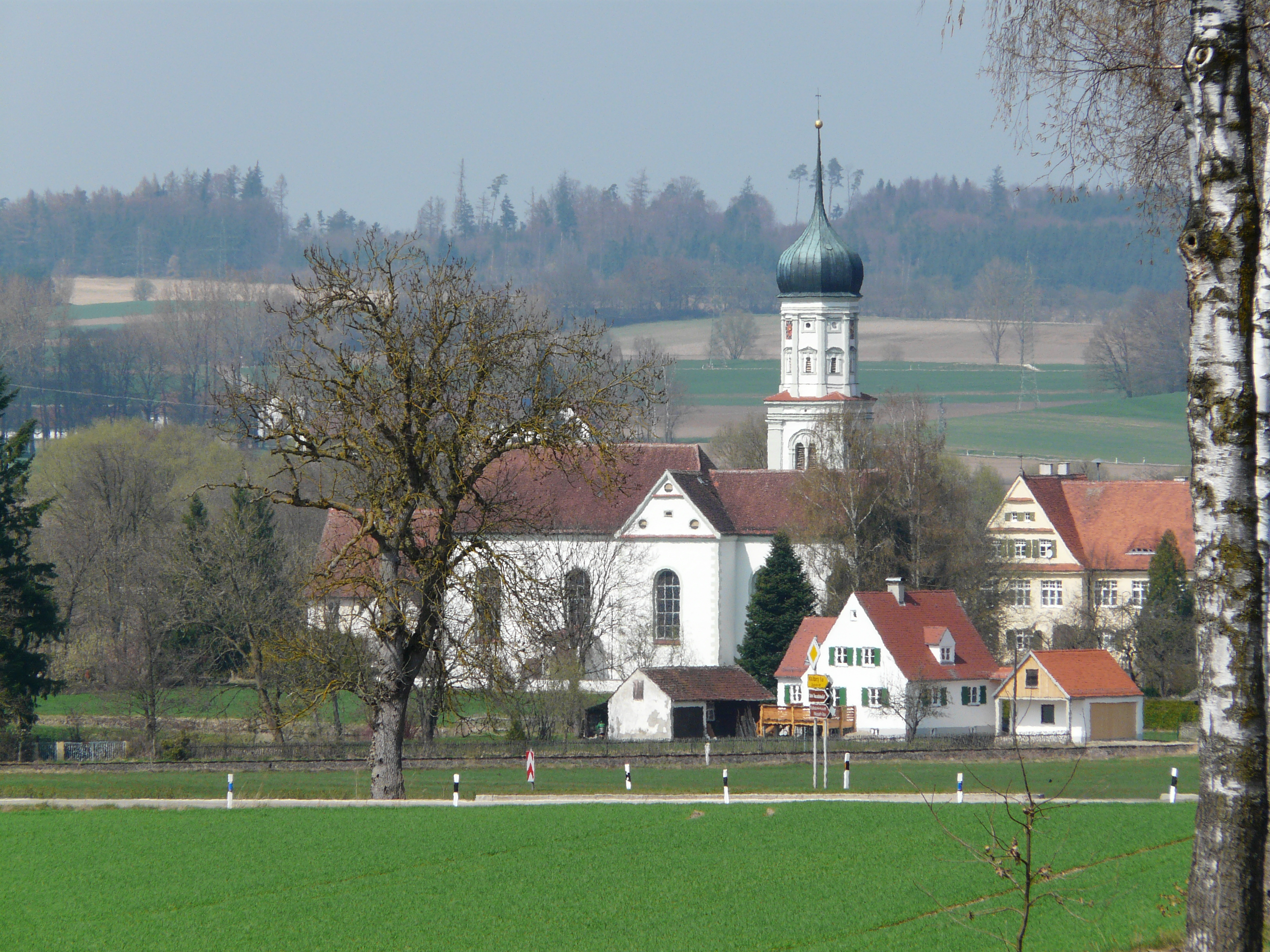
St. Johannes Baptist in Dietkirch

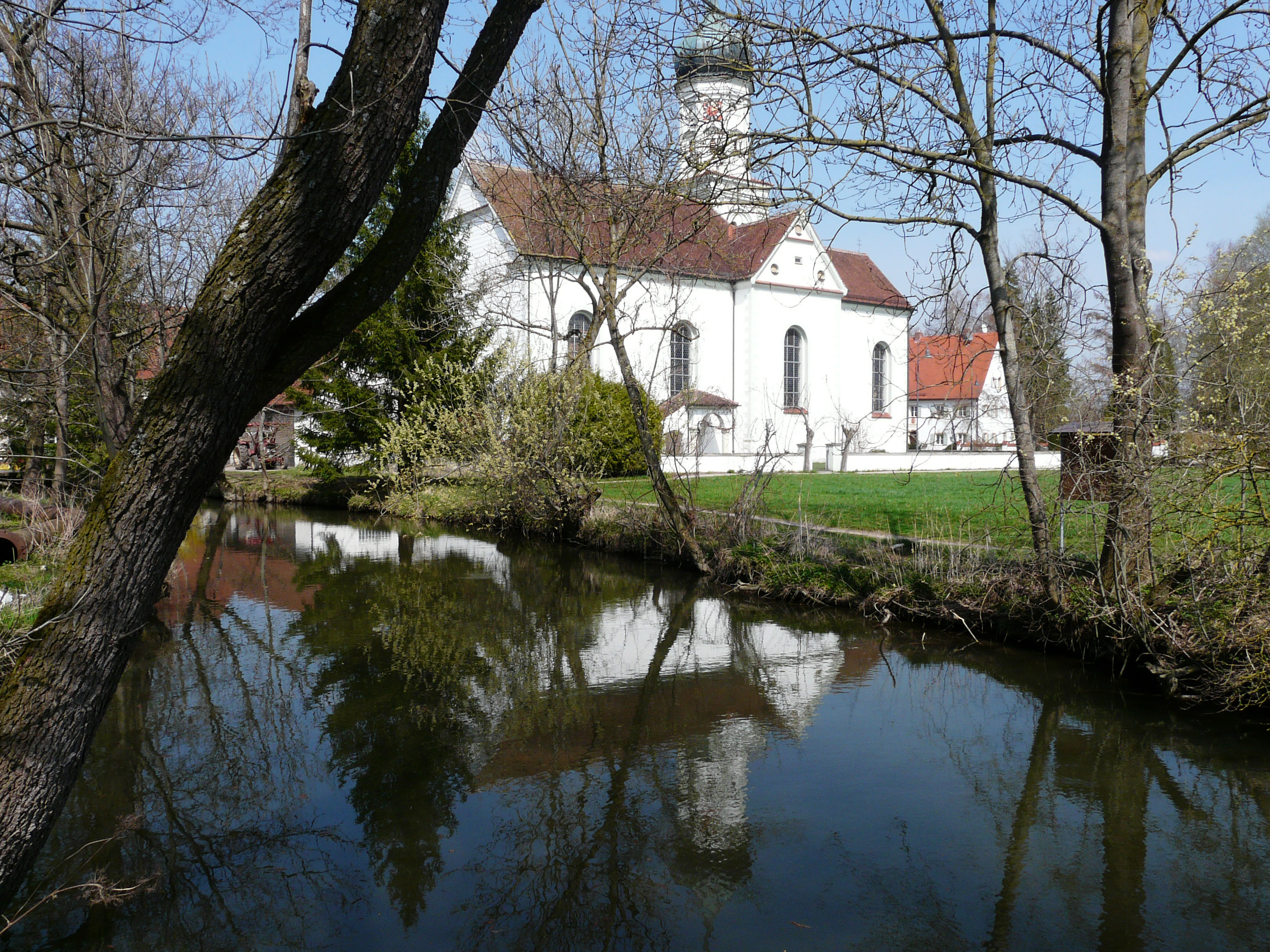
Lage der Kirche an der Schmutter

Die römisch-katholische Pfarrkirche St. Johannes Baptist steht in Dietkirch, einem Weiler von Gessertshausen im schwäbischen Landkreis Augsburg in Bayern. Das Bauwerk ist in der Liste der Baudenkmäler in Gessertshausen als Baudenkmal unter der Nr. D-7-72-148-5 eingetragen. Die Pfarrei gehört zum Dekanat Augsburg-Land des Bistums Augsburg.

## Geschichte
Die Lage der Pfarrkirche auf einer Insel der Schmutter, das Patrozinium Johannes des Täufers sowie der große Pfarrsprengel deuten auf ein hohes Alter der Pfarrei hin. Laut dem Historiker und späteren Erzbischof von München und Freising Anton von Steichele dürfte die Taufkirche in der Christianisierungsperiode des Schmuttertals entstanden sein, dessen kirchlichen Mittelpunkt sie einst bildete. Erstmals erwähnt wurde die sogenannte Mutterkirche bei der Gründung des Zisterzienserklosters Oberschönenfeld am 11. Dezember 1254, als der bischöflich-augsburgische Schirmvogt mit Sitz auf der Burg Hattenberg, Volkmar II. von Kemnat, das Patronatsrecht über Dietkirch dem neu gegründeten Kloster Oberschönenfeld überließ. Mit dem Verzicht Bischof Hartmanns auf die Lehensrechte vom 5. Februar 1255 wurde das Gotteshaus dem Kloster völlig einverleibt. Vom romanischen Vorgängerbau des 12. bis 13. Jahrhunderts zeugen heute noch die untersten Geschosse des Turms. Von 1603 bis 1624 erfolgte eine umfassende Umgestaltung im Stil der Zeit durch den Baumeister David Hebel. Infolgedessen erhielt der Turm ein Oktogon mit Zwiebelhaube. Am 5. Juli 1723 legte die Äbtissin Maria Viktoria Farget den Grundstein zum Bau der heutigen Barockkirche, bei dem der Vorgängerbau, mit Ausnahme des Turms, weichen musste. Mit dem Entwurf beauftragte man den Architekten Franz Beer. Bis zur Säkularisation blieb Oberschönefeld Patronatsherr, darauf fielen die Rechte an den bayerischen Landesherren.

## Beschreibung

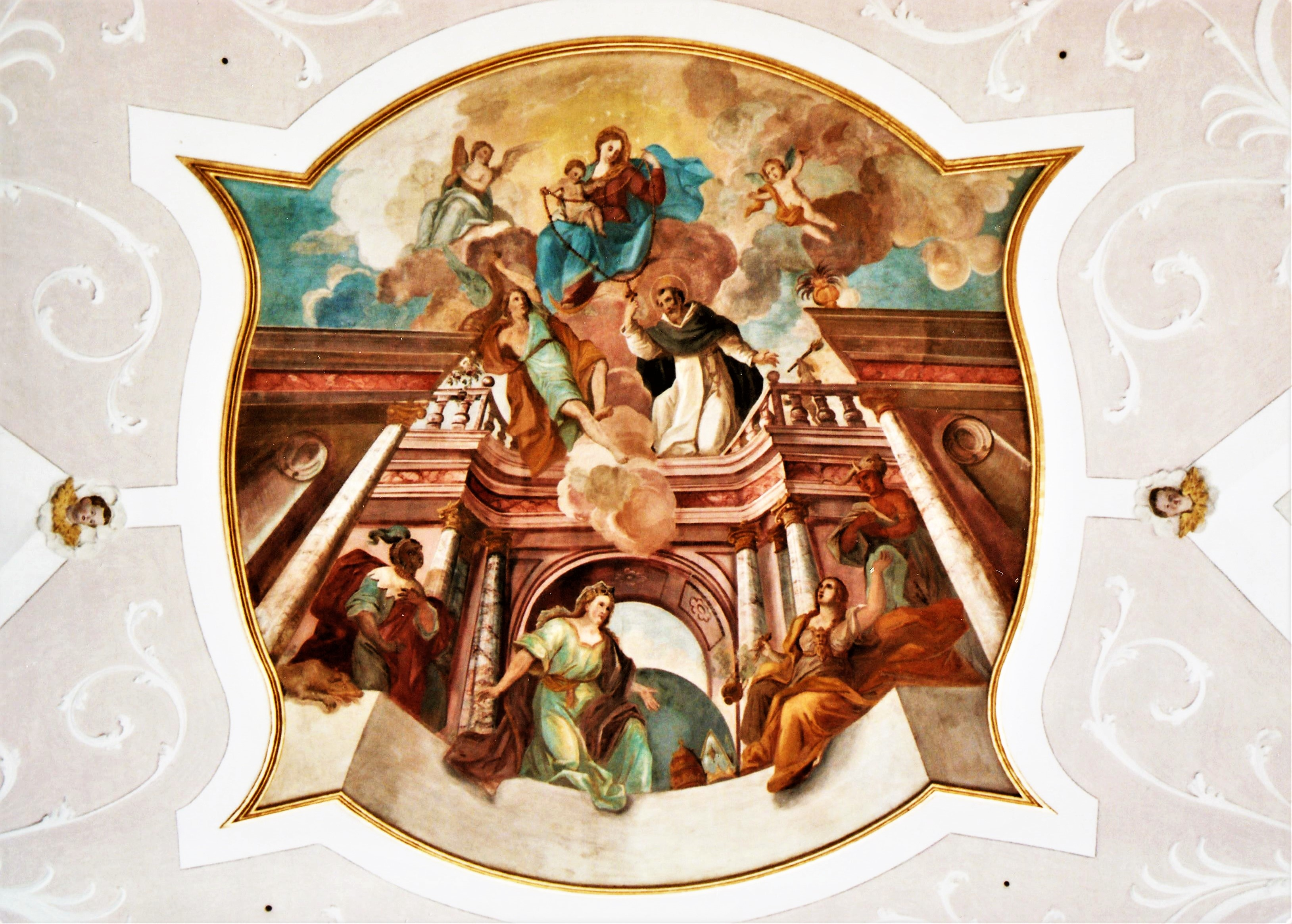
Deckengemälde

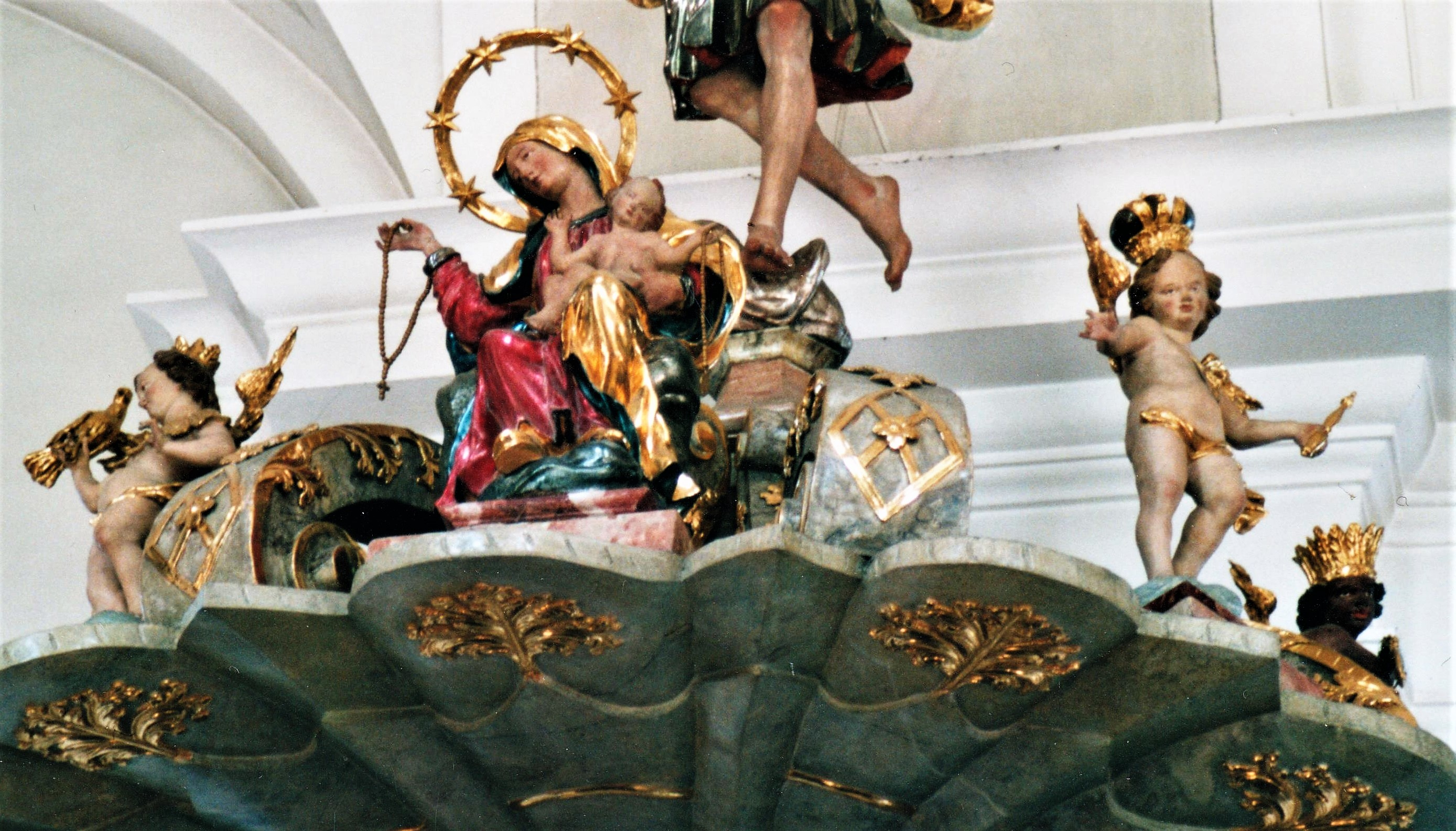
Schalldeckel der Kanzel

Die heutige Kreuzkirche besteht aus einem Langhaus zu drei Jochen, dessen östliches Joch zu einem Querschiff erweitert wurde, einem eingezogenen Chor im Osten und einem Chorflankenturm auf quadratischem Grundriss mit Pilastern an den Ecken an der Nordwand des Chors, dessen untere Geschosse vom Chorturm des Vorgängerbaus aus dem 12. Jahrhundert stammen, und der 1618 mit einem achteckigen Geschoss mit Pilastern an den Ecken aufgestockt, das die Turmuhr beherbergt, und mit einer Zwiebelhaube bedeckt wurde. Der Glockenstuhl mit drei Kirchenglocken befindet sich im obersten viereckigen Geschoss. 
Der Innenraum des Langhauses ist mit einem Stichkappengewölbe überspannt, der des Querschiffs mit einem Tonnengewölbe. Der Stuck stammt von Franz Schmuzer. Die Fresken, im Chor über die Taufe Jesu und die Verkündigung des Herrn, im Langhaus über die Auferstehung Jesu Christi und die Kreuzigung, werden Johann Georg Lederer zugeschrieben. Die Altäre und die Kanzel hat Johann Thomas Wagner gebaut. Auf dem Altarretabel des Hochaltars, der von Statuen des Dominikus und der Katharina von Siena flankiert wird, ist die Himmelfahrt Mariens dargestellt.

## Orgel

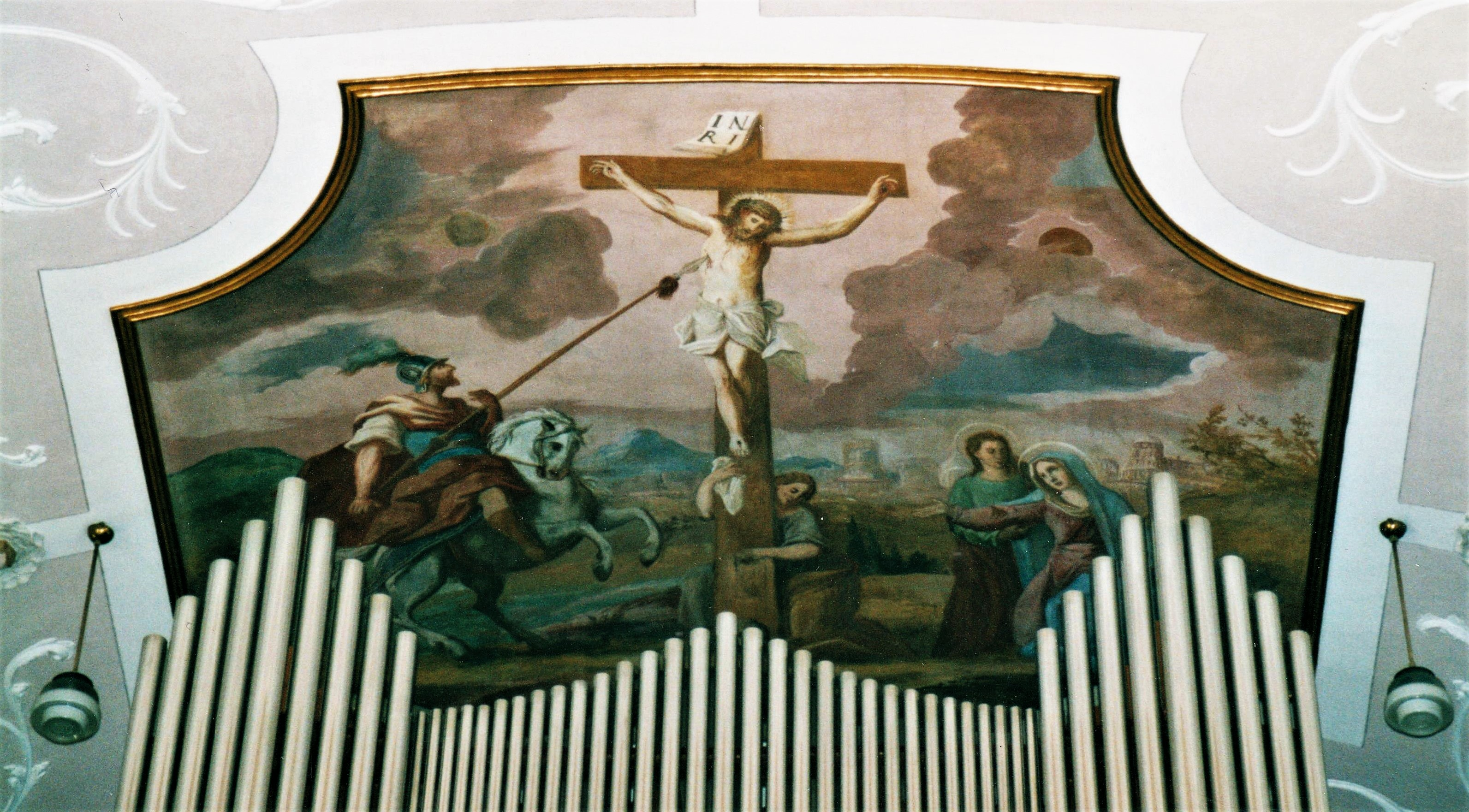
Die Steinmeyer-Orgel

Die Orgel mit 18 Registern auf zwei Manualen und Pedal wurde 1952 von G. F. Steinmeyer & Co. mit Taschenladen auf elektrischer Spiel- und Registertraktur als Opus 1815 erbaut. Die Disposition lautet:
| I Rückpositiv C– |       |
| Prinzipal        | 8′    |
| Quintade         | 8′    |
| Rohrflöte        | 8′    |
| Oktav            | 4′    |
| Waldflöte        | 2′    |
| Mixtur           | 1 ⁄3′ |
| Trompete         | 8′    |

| II Schwellwerk C– |        |
| Gedackt           | 8′     |
| Salizional        | 8′     |
| Ital. Prinzipal   | 4′     |
| Nachthorn         | 4′     |
| Quint             | 2 ⁄3′  |
| Oktav             | 2′     |
| Terzflöte         | 1 3⁄5′ |
| Cymbel            | 2⁄3′   |
| Tremulant         |        |

| Pedal C– |     |            |
| Subbaß   | 16′ |            |
| Zartbaß  | 16′ | [ Anm. 1 ] |
| Oktavbaß | 8′  |            |
| Pommer   | 4′  |            |

- Koppeln: II/I, I/P, II/P, Super II/I, Sub II/I, Super II/II, Sub II/II
- Spielhilfen: 1 freie Kombination, Tutti, Crescendowalze, Walze ab

Anmerkungen
1. ↑  Windabschwächung Subbaß